# Tepeji del Río de Ocampo
Tepeji del Río de Ocampo är en ort i Mexiko.   Den ligger i kommunen Tepeji del Río de Ocampo och delstaten Hidalgo, i den sydöstra delen av landet, 60 km norr om huvudstaden Mexico City. Tepeji del Río de Ocampo ligger 2 152 meter över havet och antalet invånare är 33 196.
Terrängen runt Tepeji del Río de Ocampo är kuperad åt sydväst, men åt nordost är den platt. Runt Tepeji del Río de Ocampo är det ganska tätbefolkat, med 155 invånare per kvadratkilometer. Närmaste större samhälle är Colonia Santa Teresa, 13,3 km sydost om Tepeji del Río de Ocampo. I omgivningarna runtTepeji del Río de Ocampo växer huvudsakligen savannskog.